# KS Bylis Ballsh
KS Bylis Ballsh is een Albanese voetbalclub uit de stad Ballsh die werd opgericht in 1972. Thuiswedstrijden worden in het Agush Maca Stadion gespeeld dat plaats biedt aan 6500 mensen.
De club speelde in 1997/98 voor het eerst in de hoogste klasse en werd 13de van de 18 clubs. Na een derde plaats in 1999 mocht de club deelnemen aan de Uefacup. De volgende twee seizoenen eindigde de club ook nog in de top 5, daarna ging het slechter en in 2003 degradeerde de club. Na twee seizoenen in de tweede klasse degradeerde de club opnieuw. In het seizoen 2006/07 eindigde Bylis Ballsh op de eerste plaats in de derde klasse en kon zo de promotie naar de tweede klasse afdwingen.
In het seizoen 2009/10 werd de club kampioen in de tweede klasse en promoveerde naar de Kategoria Superiore. In 2013 degradeerde de club maar werd daarna direct kampioen in de Kategoria e Parë en promoveerde terug. In 2016 degradeerde de club weer. In 2019 keerde de club weer terug op het hoogste voetbalniveau van Albanië.

## Erelijst
- Landskampioen

- Beker van Albanië

Winnaar:
Finalist: 2013
- Supercup

- Kategoria e Parë : 2008, 2010, 2015, 2019

## In Europa
#Q = #voorronde, #R = #ronde, T/U = Thuis/Uit, W = Wedstrijd, PUC = punten UEFA coëfficiënten .
Uitslagen vanuit gezichtspunt Bylis Ballsh
| Seizoen | Competitie    | Ronde | Land               | Club                          | Totaalscore | 1e W    | 2e W    | PUC |
| ------- | ------------- | ----- | ------------------ | ----------------------------- | ----------- | ------- | ------- | --- |
| 1999/00 | UEFA Cup      | Q     | Vlag van Slowakije | ASK Inter Slovnaft Bratislava | 1-5         | 1-3 (U) | 0-2 (T) | 0.0 |
| 2001    | Intertoto Cup | 1R    | Vlag van Roemenië  | CS Universitatea Craiova      | 3-4         | 3-3 (U) | 0-1 (T) | 0.0 |

Totaal aantal punten voor UEFA coëfficiënten: 0.0

## Bekende (ex-)spelers
- Emir Ujkani

Bylis ·
Dinamo Tirana · 
Egnatia ·
Elbasani ·
Laçi · 
Partizan Tirana · 
Skënderbeu Korçë · 
Teuta Durrës · 
KF Tirana ·
Vllaznia